# Jutro zaczyna się tu sezon
Jutro zaczyna się tu sezon – singel polskiej wokalistki Krystyny Prońko, zawierający utwory z jej trzeciego albumu solowego: 1980.
Na stronę A singla wybrany został utwór skomponowany przez Władysława Sendeckiego do tekstu Małgorzaty Maliszewskiej, wykonywany przez Krystynę Prońko z towarzyszeniem big bandu prowadzonego przez kompozytora. Na stronie B znalazła się piosenka, która stała się jednym z bardziej znanych utworów w wykonaniu piosenkarki: „Poranne łzy”, skomponowane przez Zbigniewa Jaremkę do tekstu Wojciecha Młynarskiego. Piosenkę tę artystka wykonała z orkiestrą pod dyrekcją Wojciecha Trzcińskiego.
Nagrania wydawnictwa Wifon zostały w 1980 wydane na winylowym, 7. calowym singlu (odtwarzanym z prędkością 45 obr./min.) przez firmę Tonpress (S 277). 

## Muzycy
- Krystyna Prońko – śpiew
- orkiestra pod dyr. Władysława Sendeckiego
- orkiestra pod dyr. Wojciecha Trzcińskiego

## Lista utworów
Strona A
1. „Jutro zaczyna się tu sezon” (muz. W. Sendecki, sł. M. Maliszewska) 4:10

Strona B
1. „Poranne łzy” (muz. Z. Jaremko, sł. W. Młynarski) 6:00

## Informacje uzupełniające
- Projekt graficzny okładki – A. L. Włoszczyński
- Zdjęcie – Paweł Karpiński